# Merluccius
Merluccius – rodzaj morskich ryb z rodziny  morszczukowatych (Merlucciidae). Mają duże znaczenie gospodarcze. Charakteryzują się obecnością dwóch płetw grzbietowych, z których pierwsza, krótka, wsparta jest na 8–13 promieniach, a druga jest długa, dwudzielna, wsparta na 34–46 promieniach. Płetwa ogonowa nie łączy się z grzbietową i odbytową, w przeciwieństwie do pozostałych morszczukowatych. Duży otwór gębowy, bez wąsika na podbródku, znajduje się w położeniu końcowym. Łuski drobne, 101–171 w linii bocznej.

## Klasyfikacja
Gatunki zaliczane do tego rodzaju:
- Merluccius albidus
- Merluccius angustimanus
- Merluccius australis – morszczuk australijski[3], morszczuk nowozelandzki[4]
- Merluccius bilinearis – morszczuk srebrzysty[5]
- Merluccius capensis – morszczuk kapski[5], morszczuk przylądkowy[4]
- Merluccius gayi – morszczuk chilijski[3]
- Merluccius guttatus
- Merluccius hernandezi
- Merluccius hubbsi – morszczuk argentyński[5], morszczuk patagoński[6]
- Merluccius merluccius – morszczuk zwyczajny[7], morszczuk[8], morszczuk europejski[3], morszczuk wielkooki[9]
- Merluccius paradoxus – morszczuk głębokowodny[3]
- Merluccius patagonicus
- Merluccius polli – morszczuk angolański[3]
- Merluccius polylepis – morszczuk falklandzki[3]
- Merluccius productus – morszczuk oregoński[5], morszczuk północnopacyficzny[3]
- Merluccius senegalensis – morszczuk senegalski[3]
- Merluccius tasmanicus

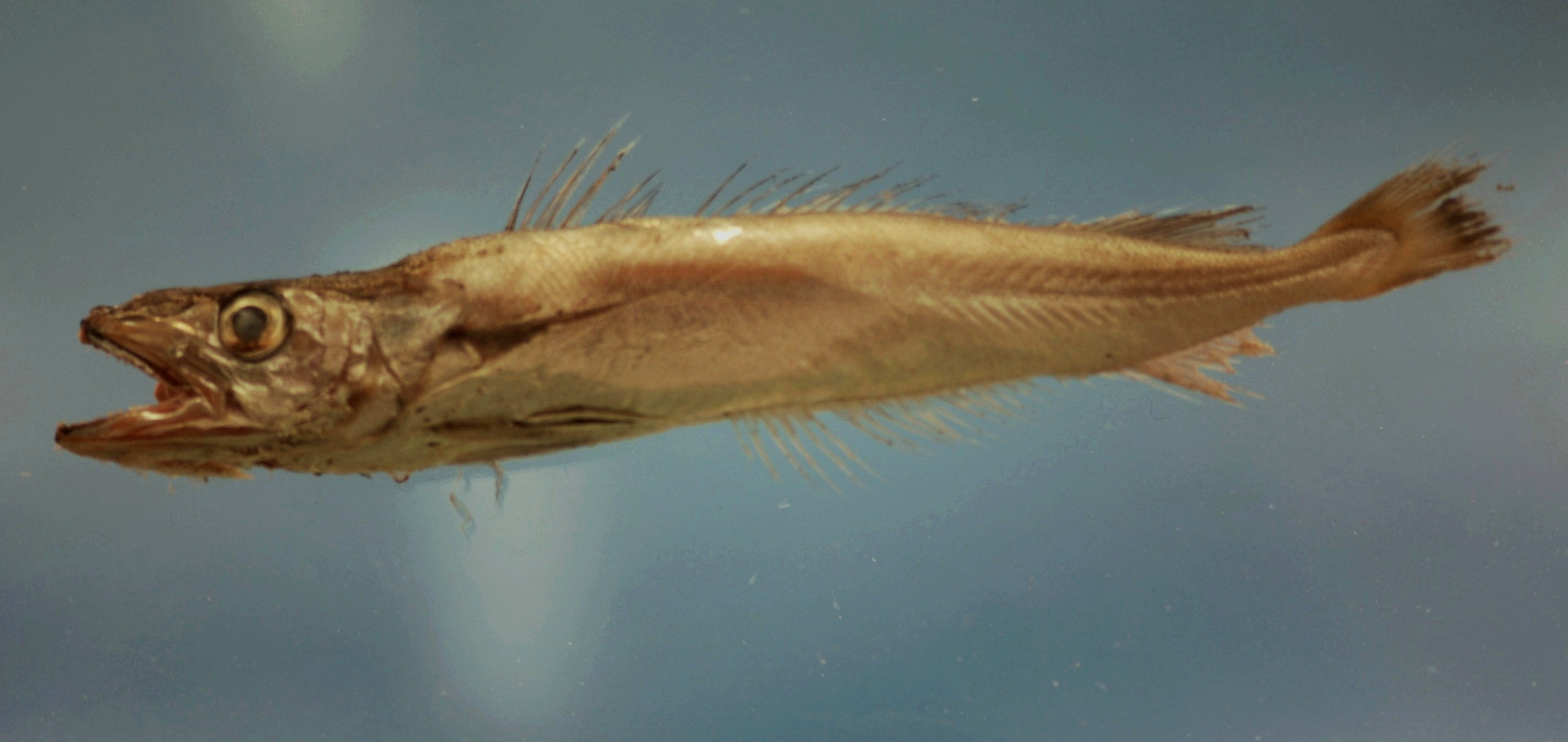
Merluccius albidus
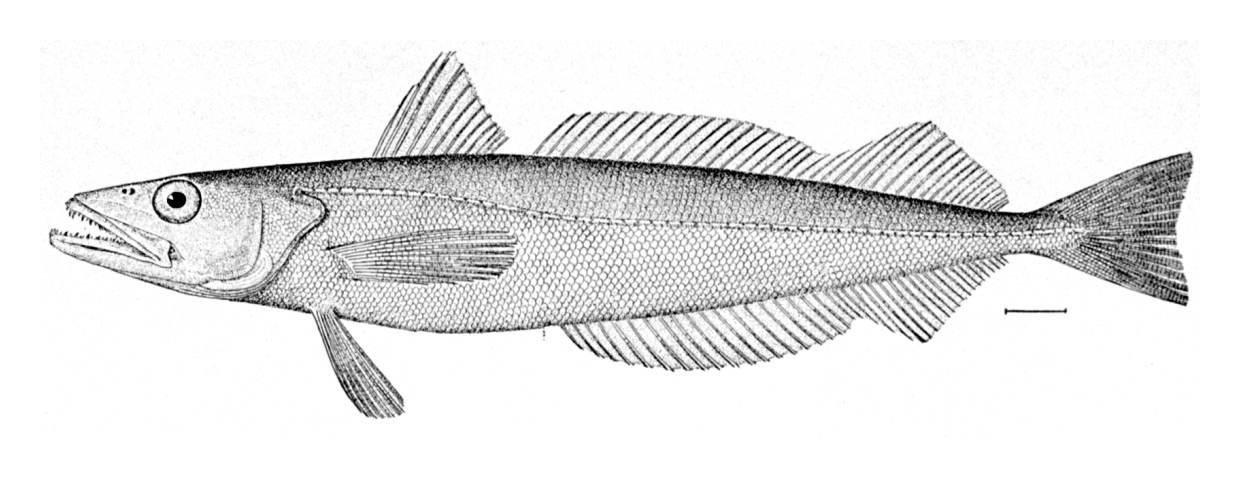
Merluccius bilinearis
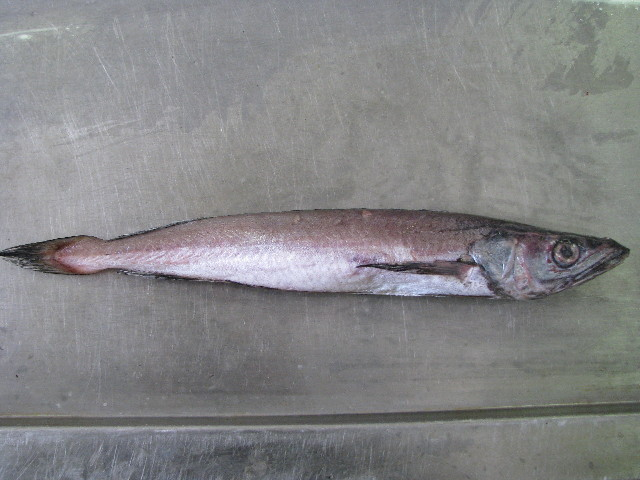
Merluccius capensis
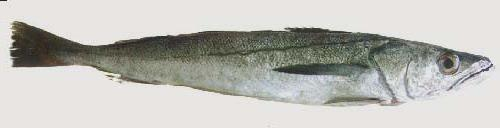
Merluccius gayi
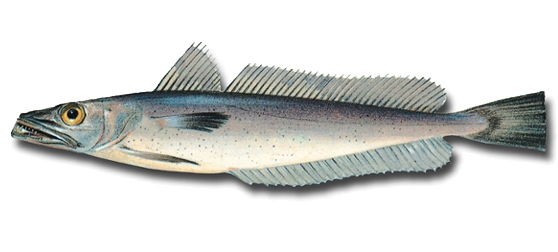
Merluccius hubbsi
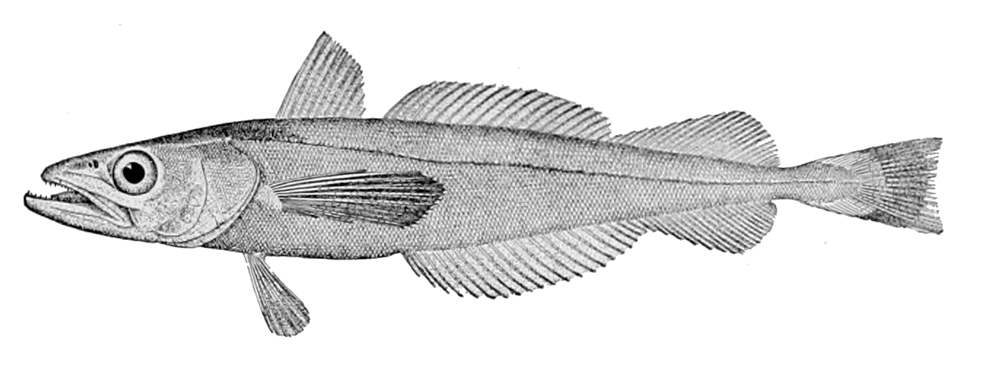
Merluccius productus